# ラルフ・トッド
ラルフ・トッド（Ralph Todd 、1856年 - 1932年6月28日）はイギリスの画家である。イングランドのコーンウォールの漁村ニューリンに集まった画家たち「ニューリン派」の画家の一人である。油彩画、水彩画を描いた。

## 略歴
ロンドンで生まれた。「ニュー|リン派」の画家の多くと同じように、ベルギーのアントウェルペン王立芸術学院などでで学び、1882年からブルターニュのカンペールで活動した。「ニューリン派」の中心的な存在となるスタンホープ・フォーブスとカンペールの同じホテルに滞在したことから友人となり、数か月、ともに活動した。1882年からウォルター・ラングレーとエドウィン・ハリスが住み始めていたコーンウォールの漁村ニューリンに1883年に移り、その後トーマス・クーパー・ゴッチや、スタンホープ・フォーブスらもニューリンに住み始め、「ニューリン派」と呼ばれる、芸術家の集団が形成された。1888年に結婚し、画家となるアーサー・ミドルトン・トッド(Arthur Middleton Todd)らが生まれた。
トッドは1890年代半ばに、ニューリンを離れ、コーンウォールのセント・ケバーンに住居を移すが、ニューリンにフレデリック・ミラード(Frederick Millard)と共同のスタジオを持ち続けた。その後、コーンウォールのヘルストンに移った。
ロイヤル・アカデミー・オブ・アーツやイギリス王立芸術家協会(Royal Society of British Artists)、イギリス王立水彩画家協会(Royal Institute of Painters in Water Colours)などの展覧会に出展した。
コーンウォールのDevoranで死去した。

## 作品

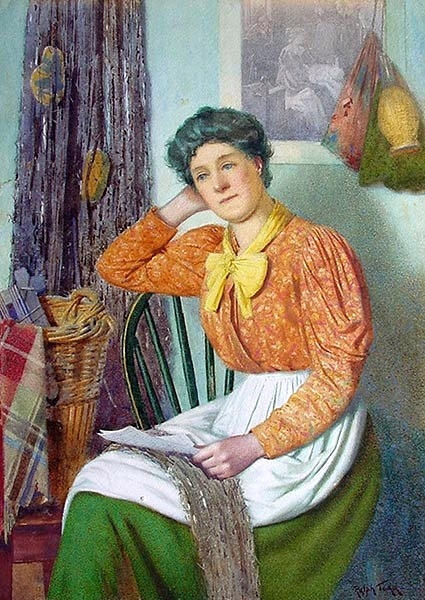
A Letter To Ponde(水彩)
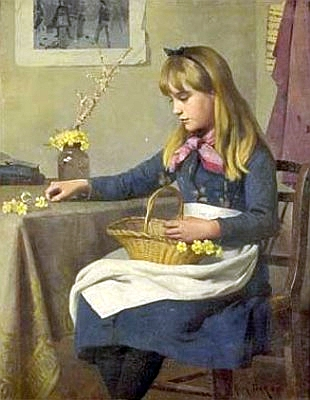
サクラソウの日 (1885)
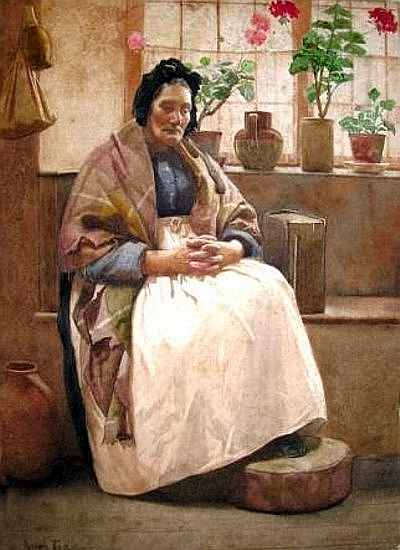
Reflections
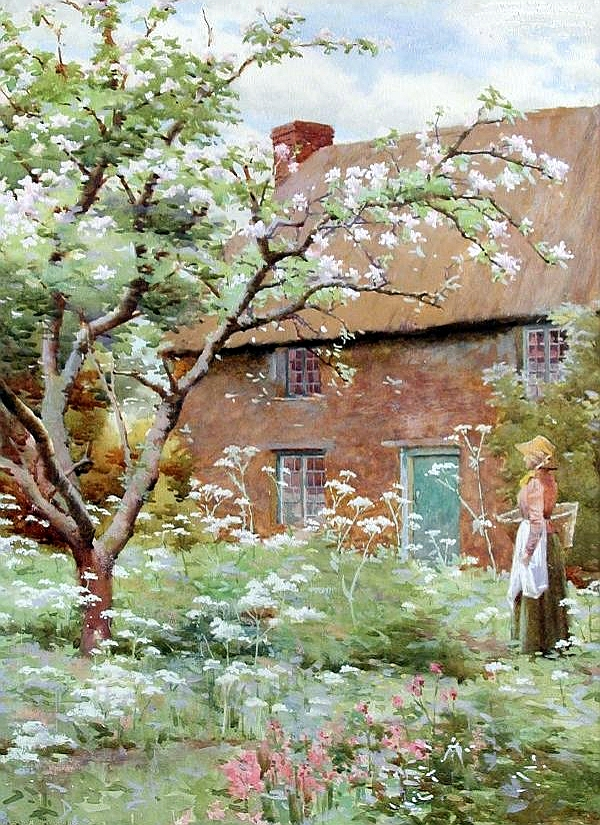
春の花